# Anyone (gruppo musicale)
Gli Anyone sono un gruppo musicale proveniente dalla California che emerse dalla breve vita dei Sylvia, altra band statunitense. La band ha descritto la propria musica usando il termine maximum acid, una sorta di rock psichedelico.
Le loro influenze includono Jane's Addiction e i Tool.
Secondo il loro sito ufficiale il loro secondo album, Sip the Pleasure of Days, avrebbe dovuto essere pubblicato nell'aprile 2007 e prodotto dalla Delinquent Recordz.

## Formazione

### Formazione attuale
- Riz Story: voce principale, chitarra
- Gretchen Menn: chitarra, tastiera
- Miles Martin: basso
- Lincoln Nesto: batteria

### Ex componenti
2001-2004:
- Static (2001-2003) Basso, bassista nel primo album
- Nipples (2001-2002) Batteria
- Ransom (2002-2004) Batteria dopo Nipples.

2004-2006
- Boano (2004-2006) batteria
- Miki Black (2004-2006) chitarra e tastiera

## Discografia
- Anyone (2001)
- The Story of Maximum Acid [DVD]
- A Little Sip [EP] (2006)
- Sip the Pleasure of Days non ancora pubblicato